# Virginia Mariani Campolieti
Virginia Mariani Campolieti (Genova, 4 dicembre 1869 – Milano, 1941) è stata una pianista e compositrice italiana.

## Biografia
Nata a Genova, studiò pianoforte al liceo musicale Gioachino Rossini di Pesaro sotto la guida dei maestri Mario Vitale e Luigi Torchi, diplomandosi ivi nel 1892.
Il 6 maggio 1899 diresse al Politeama Genovese il suo melodramma in tre atti Dal sogno alla vita scritto nel 1898, con libretto di Fulvio Fulgonio, che fu replicata nell'aprile dell'anno seguente al teatro Storchi di Modena.
Scrisse anche l'Apoteosi di Rossini, con cui vinse il premio Bodoi.
Nel 1976 il figlio Luigi, compositore e direttore d'orchestra attivo presso i teatri di Parigi, donò come lascito testamentario circa 5000 volumi alla biblioteca del Conservatorio Gioachino Rossini in ricordo ed omaggio alla madre.

## Opere
- 33 Canzoncine per Bambini, Vol. 3
- Apoteosi di Rossini, cantata per solo soprano, coro, organo e orchestra